# روبرت فارغا
روبرت فارغا (بالمجرية: Varga Róbert)‏ هو لاعب كرة قدم مجري في مركز الدفاع، ولد في 25 نوفمبر 1986 في جيور في المجر. لعب مع زالايغيرزيغي تورنا إغيليت وغيور تورنا أوزتالي ونادي دبرتسني ونادي كيكسكيميت ونادي مول فيهيرفار.

## وصلات خارجية
- روبرت فارغا على موقع قاعدة بيانات كرة القدم.إي يو (الإنجليزية)
- روبرت فارغا على موقع Soccerway.com (الإنجليزية)